# Planxty
Planxty – irlandzka grupa muzyczna założona w 1970 roku przez Christy'ego Moore’a, Dónala Lunny'ego, Liama O’Flynna i Andy’ego Irvine’a. 

## Historia
Zespół zdobył popularność w 1972 dzięki płycie wydanej przez Christy'ego Moore’a Prosperous. W tym samym czasie członkowie zespołu, grając na płycie jako goście, zdecydowali się na współpracę. Rok później zespół wydał już swój pierwszy wspólny album Planxty.
Grupa przerwała swoją aktywność w 1975 po czym wznowiła w 1978. Rozpad grupy miał miejsce w 1983 po czym dopiero w 2004 roku zespół zebrał się ponownie dając kilkanaście koncertów oraz wydając album Planxty 2004, będący zbiorem ich koncertowych utworów.

## Dyskografia

### Albumy studyjne
- 1973 Planxty
- 1973 The Well Below the Valley
- 1974	Cold Blow and the Rainy Night
- 1979 After the Break
- 1980 The Woman I Loved So Well
- 1983 Words & Music

### Albumy koncertowe
- 2004 Planxty 2004

### Single
- 1972 Three Drunken Maidens
- 1981 Timedance